# Autoroute A30
L’autoroute A30, detta anche Autoroute de la Vallée de la Fensch è un'autostrada francese, che collega la A31 presso Uckange ad Aumetz.